# Шпиц (замок)
Замок Шпиц (нем. Schloss Spiez) — замок в муниципалитете Шпиц швейцарского кантона Берн на берегу Тунского озера. Сооружение признано памятником национального наследия.

## История

Изображение замка Шпиц на картине Якоба Вайбеля, созданной в 1795 году

### Ранний период
По сообщениям Элогия Кибургера, автора «Хроники Штреттлигера», в 933 году король Бургундии Рудольф II построил замок. Вскоре после этого замок был отдан в феод барону фон Штреттлиген. Эта дата считается годом основания замка.
Часть нынешних крепостных стен и главной башни были построены в XII веке, а к XIII веку за стенами замка уже существовал город Шпиц. К 1280 году замок был включен в список императорских владений при фогте Ричарде де Корбьере. В 1289 году бароны фон Штреттлиген уже были не единоличными владельцем замка. Кроме них здесь проживали и другие дворянские семьи. 
В 1308 году король Альбрехт I Габсбург был убит в Виндише на Ройсе своим племянником герцогом Иоганном Швабским. В качестве наказания за это преступление Габсбурги отобрали половину феода Шпиц у Тюринга фон Брандиса и передали всю территорию под контроль Йоханнесу фон Штреттлигену. 
Тридцать лет спустя, в 1338 году, Иоханнес продал замок, город, церковь и окружающие деревни Иоганну II фон Бубенбергу, который являлся солтысом Берна. К 1340 году Бубенберг, назначенный фогтом, был обязан собрать войска для Габсбургов. Поскольку Берн де-факто стал независим от своих бывших повелителей, Габсбургов, это создало нестабильную ситуацию, которая сохранялась более 40 лет. После победы Бернского и Швейцарской Союза над Габсбургами в битве при Земпахе в 1386 году, Габсбурги отказались от своих притязаний на землю к западу от Аре, включая Шпиц.

### С XVI по XX века
Замок и окружающие земли оставались в собственности семьи Бубенбергов до 1506 года, когда владение был приобретено Людвигом фон Дисбахом. Семья фон Дизбах владела этими землями в течение десяти лет, прежде чем их приобрёл Людвиг фон Эрлах. Семья фон Эрлах управляла городом и деревнями до французского вторжения 1798 года. После создания Гельветической республики род фон Эрлах утратил свои права и над окрестными землями, но сохранил право собственности на замок, владельцем которого оставался до 1875 года. 
Старый замок был расширен в несколько этапов в позднем Средневековье, но мало что известно о конкретных датах. В 1600 году большой зал и северные здания были расширены и отремонтированы. В XVII и XVIII веках построен южный «Новый замок», а затем расширен и реконструирован в стиле позднего барокко. Замок был окружен садами, виноградниками и парками. После 1875 года замок сменил нескольких владельцев, пока не оказался в собственности местного муниципалитета. Сады и парки в настоящее время открыты для публики, а комнаты замка используются для проведения конференций, концертов, выставок и других мероприятий.

## Описание

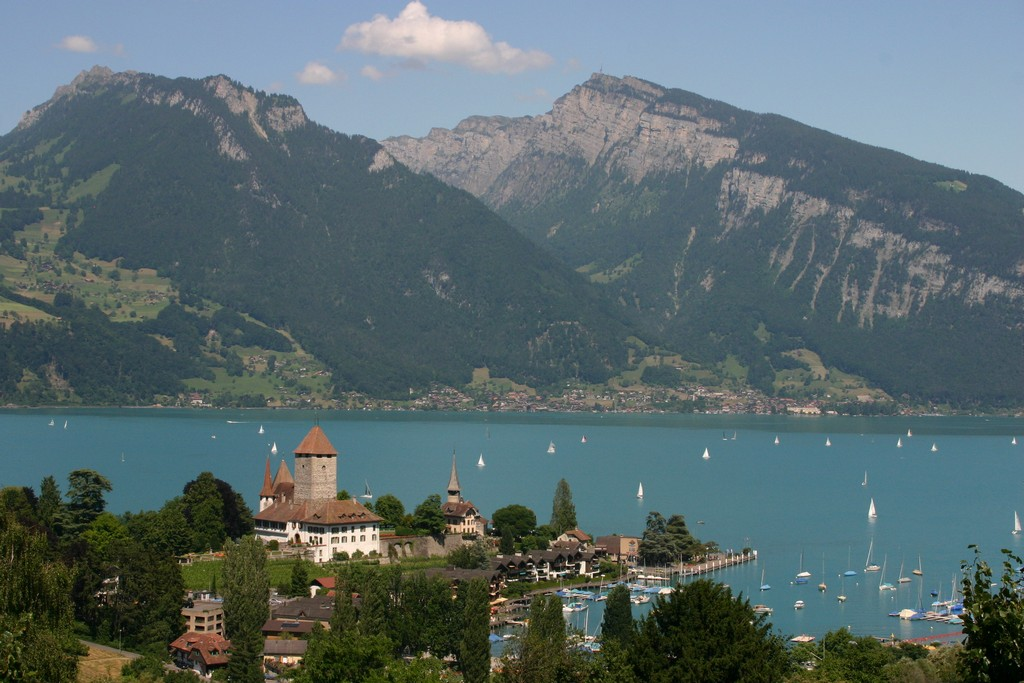
Вид на замок Шпиц и Тунское озеро с юго-запада

Сохранившаяся др наших дней массивная квадратная в основании крепость была построена около 1200 года. Нижние стены имеют толщину около 3 метров. Но в верхней части они становятся тоньше. Основание главной башни имеет размер 11,3 м × 11,2 м. Высота башни не раз увеличивалась и достигла максимальной к 1600 году. Общая высота вместе с шатровой крышей составляет 39 метров.
Первоначально крепость была окружена несколькими отдельно стоящими деревянными постройками. В последующие века эти здания были заменены кольцевой стеной и двумя внешними рвами. 
Около 1300 года к северу от крепости было добавлено жилое крыло. В то время крепость, вероятно, была существенно ниже чем сегодня. Жилое здание связывала с замков деревянная галерея. Около замка, должно быть, проводились рыцарские турниры. Об этом свидетельствуют характерные граффити на старой штукатурке. В XIV веке к главной резиденции было добавлено северное крыло.
С XV по XVIII века замок неоднократно реконструировался, пока не приобрёл свой нынешний облик.

## Галерея

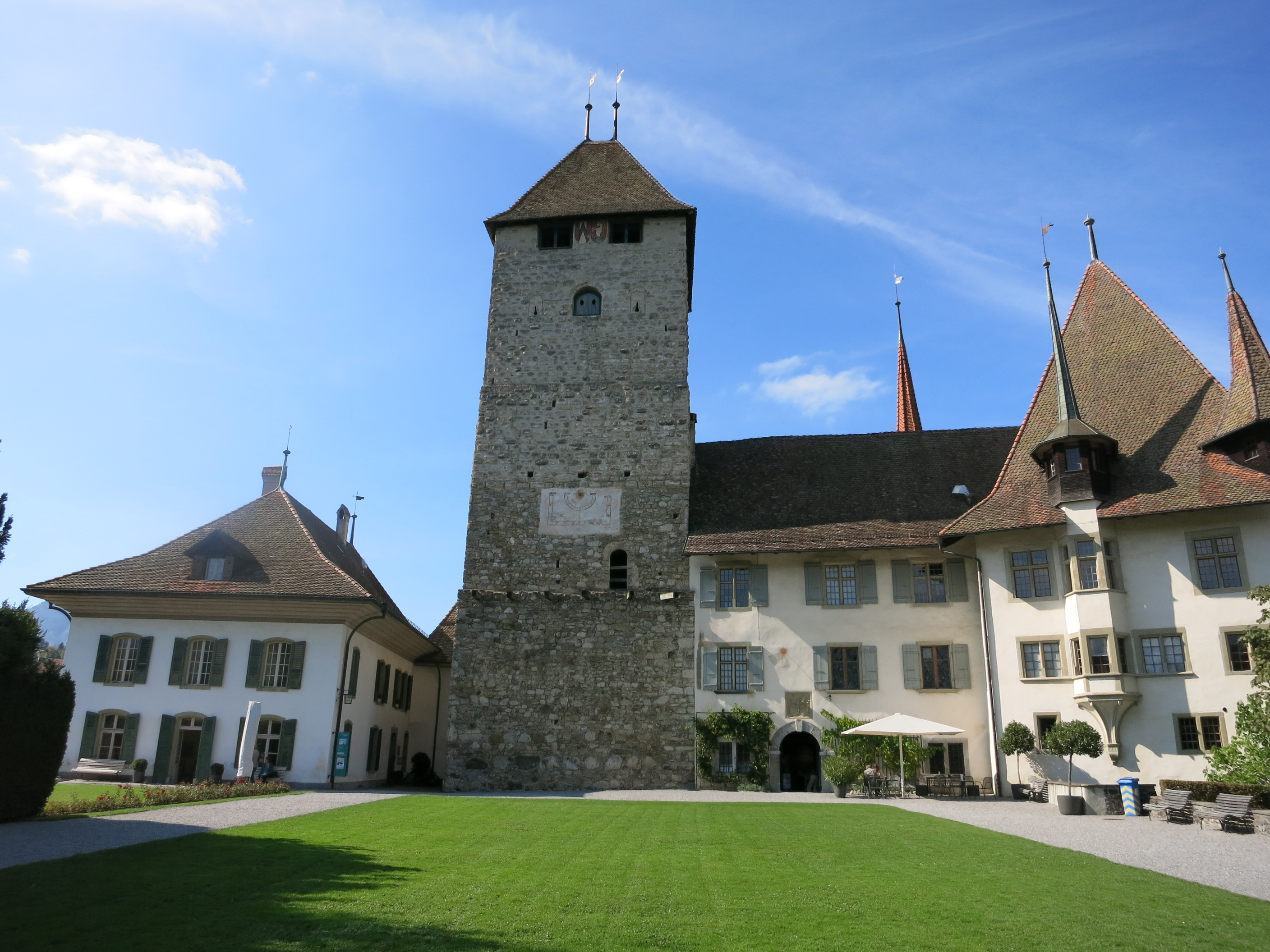
Вид главной башни со стороны внутреннего двора замка
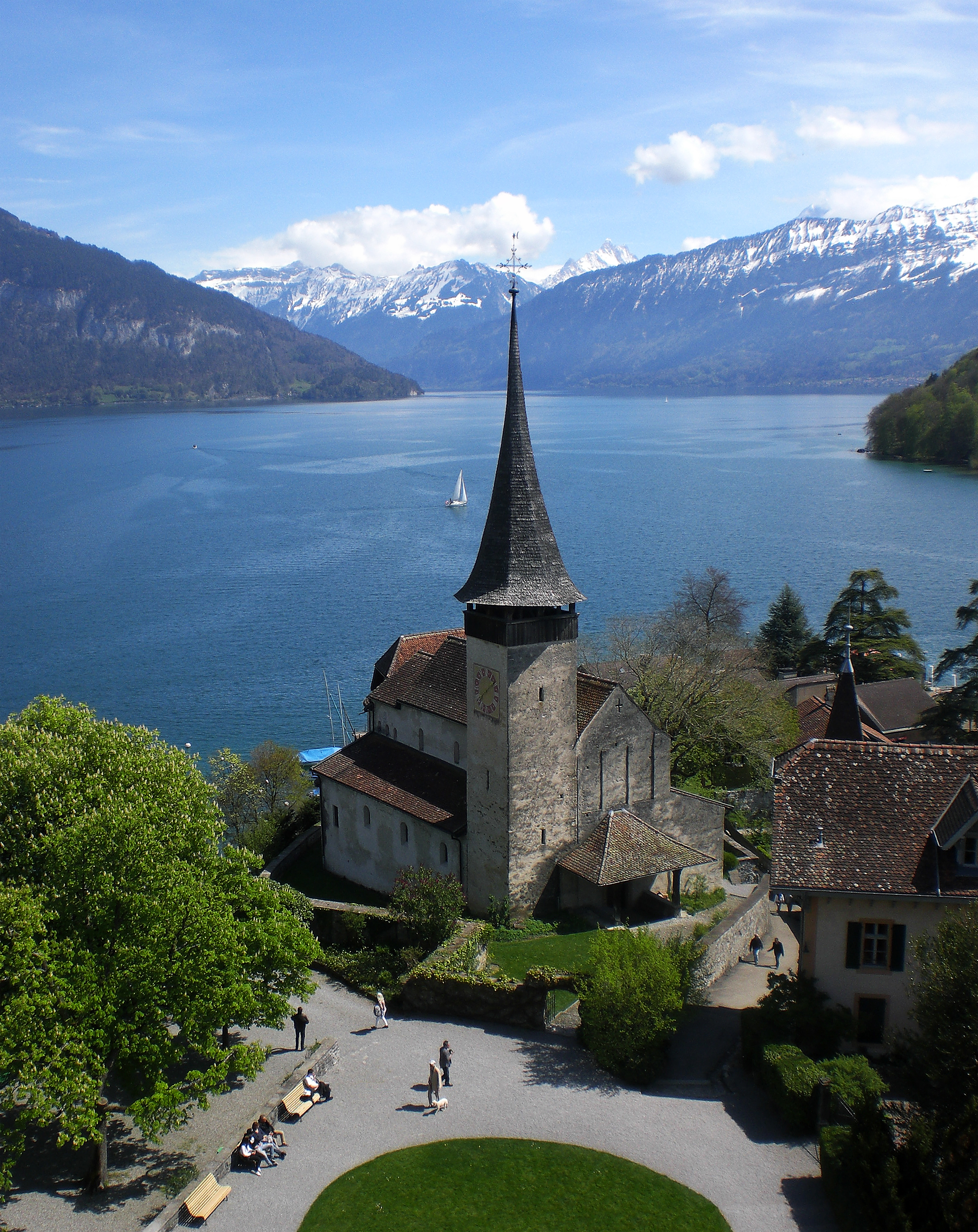
Замковая церковь на фоне озера
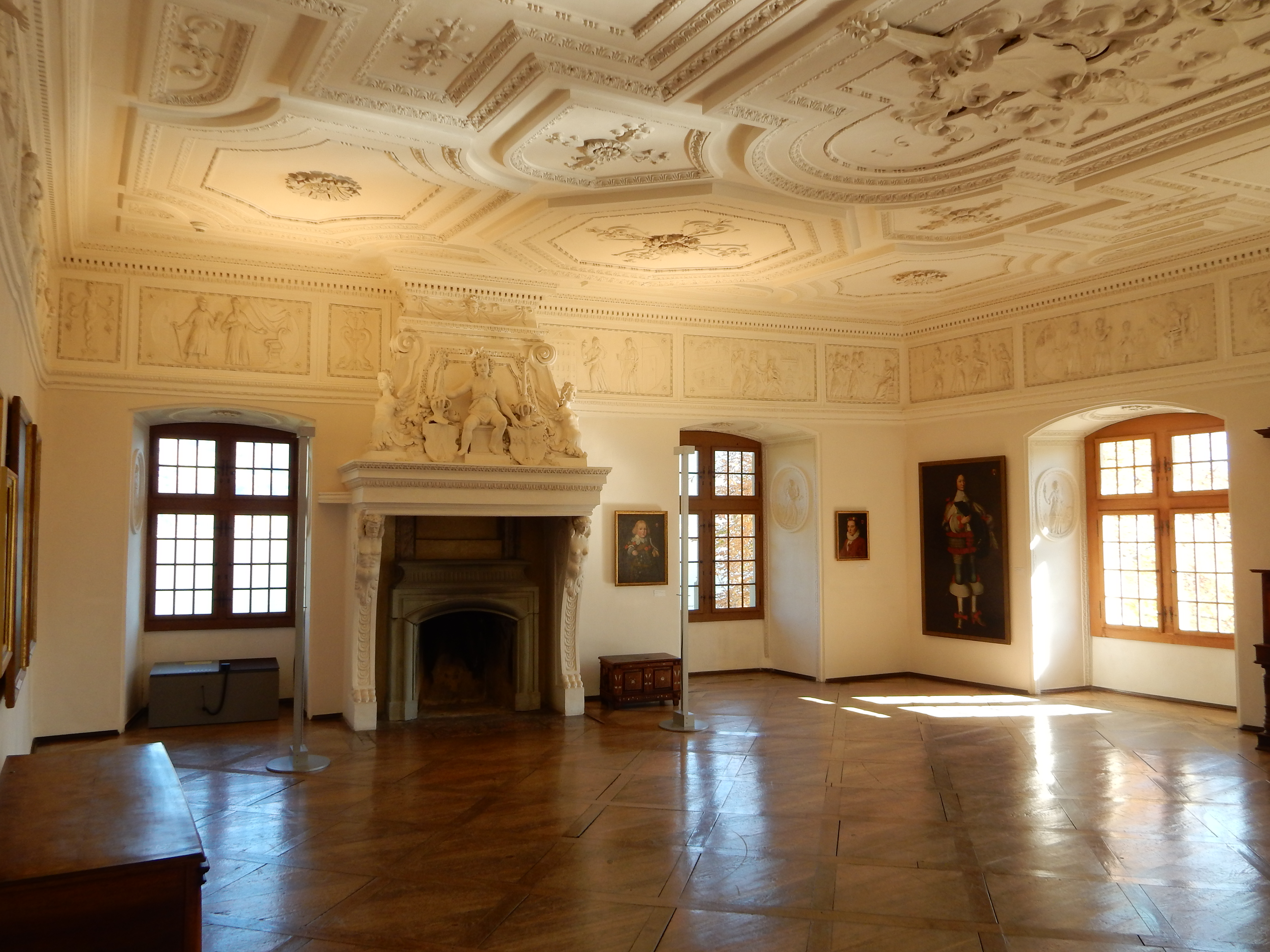
Один из залов внутри замка
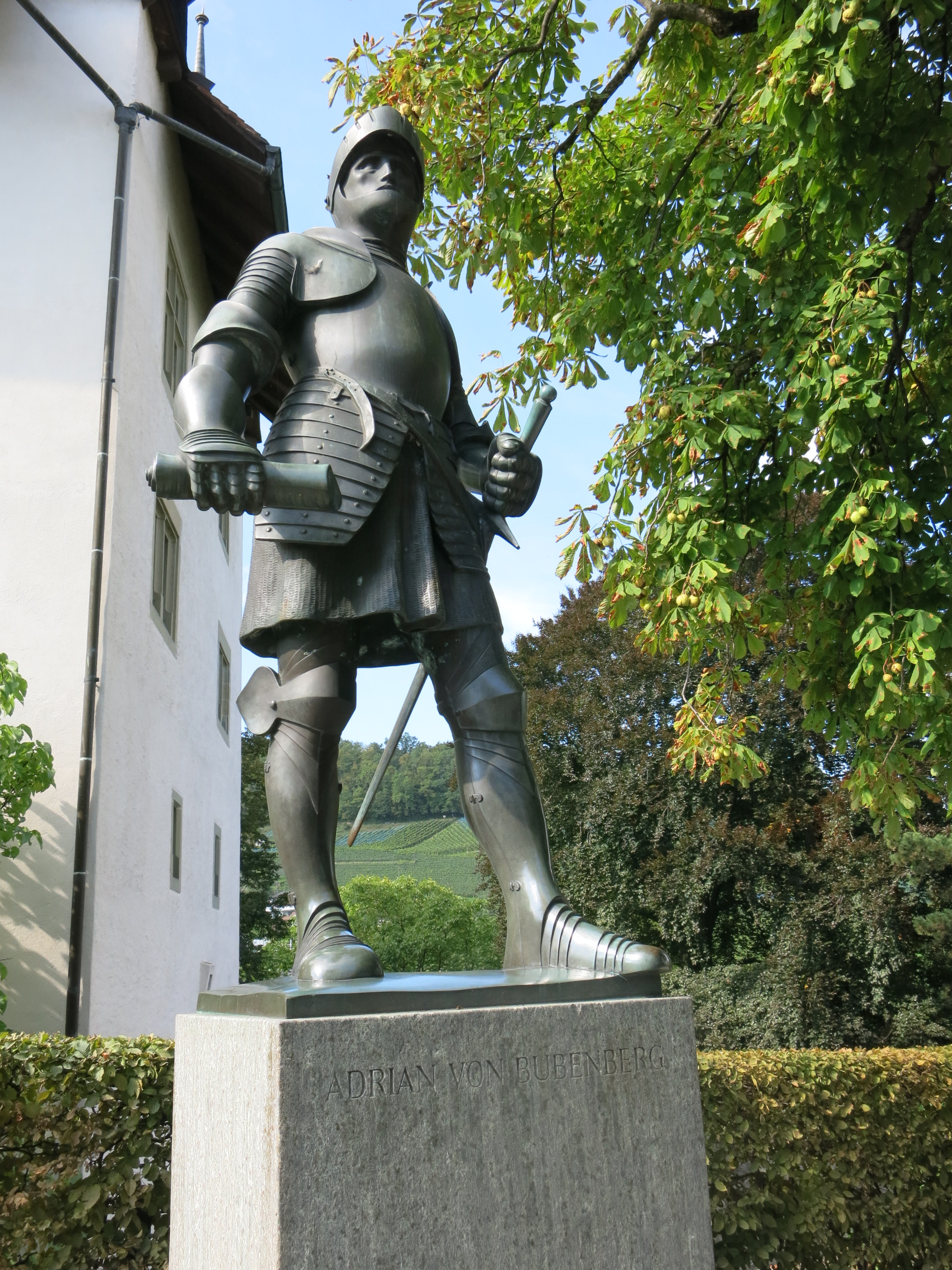
Статуя Адриана фон Бубенберга
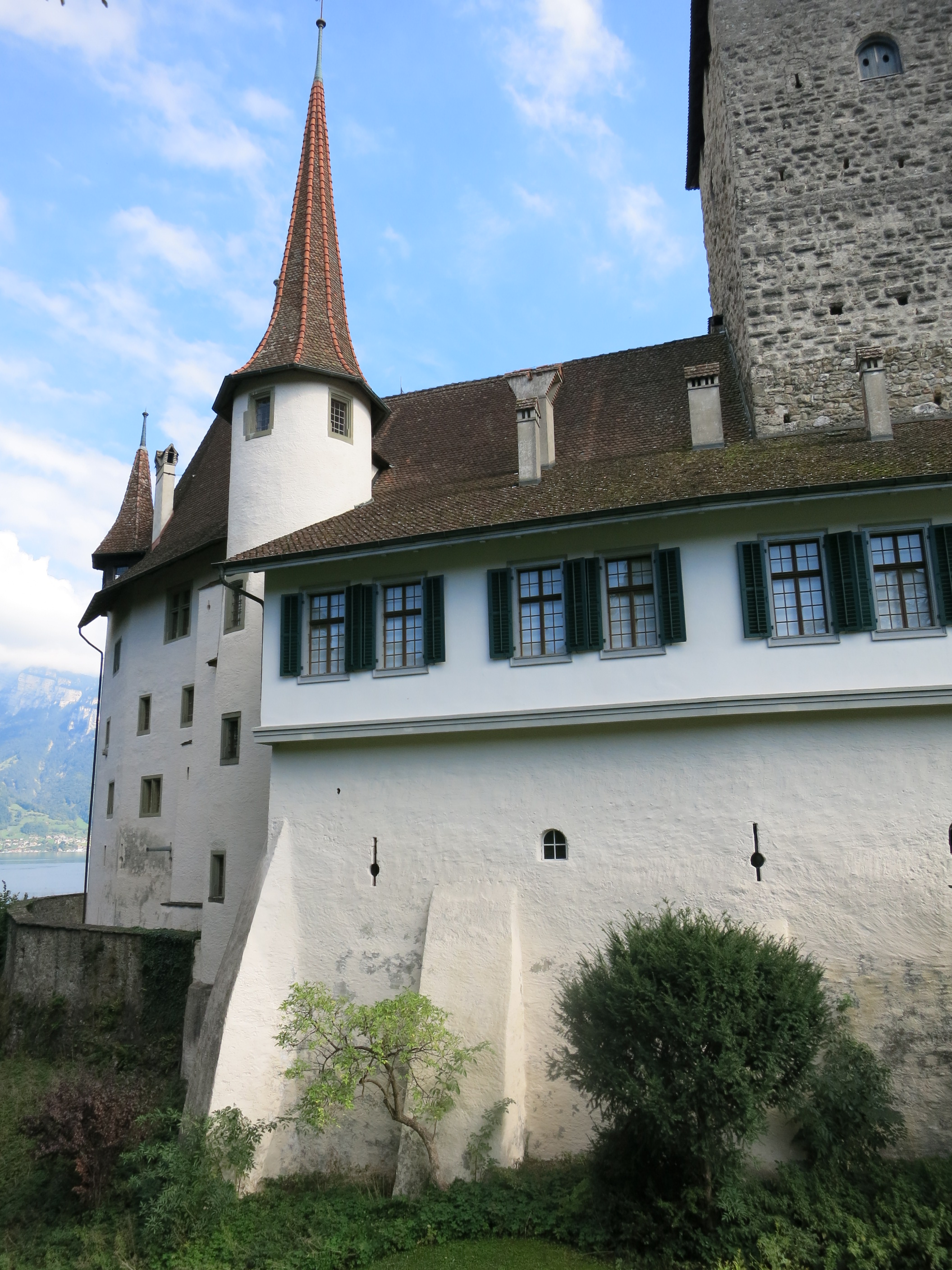
Северный флигель замка